# Révolution de Septembre (Portugal)
 (décembre 2019).
Si vous disposez d'ouvrages ou d'articles de référence ou si vous connaissez des sites web de qualité traitant du thème abordé ici, merci de compléter l'article en donnant les références utiles à sa vérifiabilité et en les liant à la section « Notes et références ».
La révolution de Septembre est le nom donné au coup d'État survenu au Portugal le 9 septembre 1836, qui a mis fin au Dévorisme (pt) et a conduit à la promulgation de la constitution portugaise de 1838.